# برايان أ. غوتيرز
برايان أ. غوتيرز هو سياسي أمريكي، ولد في 6 يونيو 1990. نشط حزبياً في الحزب الجمهوري والحزب الديمقراطي.

## وصلات خارجية
- الموقع الرسمي